# Macromedia Flex Markup Language
Macromedia Flex Markup Language, afgekort MXML, is een XML gebaseerde taal die met Macromedia Flex wordt meegeleverd. Je kan met MXML, net zoals met HTML, de lay-out van de user interface van de applicatie declaratief neerzetten. Net zoals een op XML gebaseerde taal heeft MXML een gestructureerder en een minder dubbelzinnige syntaxis dan HTML. MXML beschikt over een grotere verzameling tags dan HTML.
Voorbeeld van een deel van een MXML-bestand:
```
<mx:Accordion width="100%" height="100%" change="doeIets()">
  <mx:VBox label="Deel 1">
    

  </mx:VBox>
  <mx:VBox label="Deel 2">
    

  </mx:VBox>
</mx:Accordion>
```